# العلمانية في فرنسا

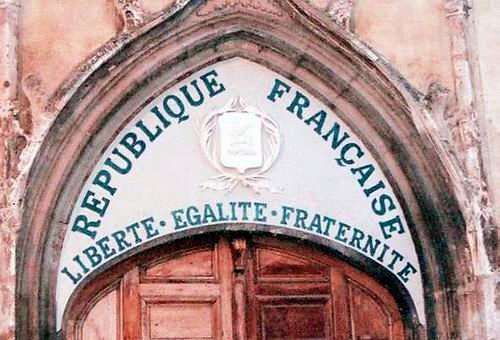

العلمانية الفرنسية أو اللائكية (بالفرنسية: laïcité)‏ (تنطق
[la.isiˈte]
)، هي مفهوم يعبر عن فصل الدين عن شئون الحكومة والدولة وكذلك عدم تدخل الحكومة في الشئون الدينية. تواجدت العلمانية في فترة مبكرة من التاريخ الفرنسي المعاصر استنادا إلى القانون الفرنسي لفصل الكنيسة عن الدولة 1905. في القرن التاسع عشر، امتد تفسير العلمانية الفرنسية ليشمل المساواة في التعامل مع جميع الأديان، وأصبح التفسير أكثر تحديدا في عام 2004.

## التسمية
اللائكية -كصياغة عربية- مشتقة من لفظ أجنبي لاتيني هو "laicus" وهو بدوره مأخوذ من اللفظ اليوناني "laos" ومعناه «الشعب». غير أن استعماله اللاتيني قد تخصص في قسم من «الشعب» وبالتالي لا يدل على الشعب بإطلاق، وإنما يدل على «الشعب» بالمعنى الوطيء للكلمة، وذلك في مقابل «الكاهن» clerc، وهو رجل المعرفة «العالِم» (من اللفظ اليوناني clêros بمعنى الحظ، الموروث)، والمقصود رجل الدين (المسيحي) المنتظم في سلك الكهنوت الكنسي.
وقد ظهر هذا الاستعمال أول مرة في أوروبا في نهاية القرن الأول الميلادي ثم شاع في القرون الوسطى عندما أضفت الكنيسة على نفسها صبغة القداسة. فالأفراد الذين يطلق عليهم لفظ لائكي "laic" كانوا يعتبرون مسيحيين بالتمام والكمال أي أنهم أعضاء كاملي العضوية في «شعب الله»، يؤمنون بالمسيح وهم أتباع خُلَّص له. وكل ما في الأمر أنهم ليسوا أعضاء في التنظيم الكهنوتي الذي تتشكل منه الإمبراطورية البابوية. وإذن فاللائكية في الأصل لا تعني اللادينية وإنما تعني عدم الانتظام في سلك الكهنوت الكنسي. وإذا قلنا إن رجال الكنيسة -وقد كانوا أكثرية في القرون الوسطى- هم «الخاصة» فإن اللائكيين كانوا هم «العامة». وهذا صحيح بمعنيين: بمعنى أنهم ليسوا من رجال العلم (الديني) من جهة، وأنهم من جهة أخرى ليسوا من رجال السلطة (الدينية) بل هم موضوع لكل سلطة، الدينية منها والسياسية، هم محكومون أجساما وأرواحا.

## خلفية
اللائكية إذن حالة قانونية تهم الدولة وهي مبنية على الصراع، أما العلمنة فحركة داخلية عفوية تاريخية تهم المجتمع. لهذا السبب لا نجد في اللغة الفرنسية مرادفا لكلمة علماني أو علمانية. لا وجود لذلك الشخص الذي يتبنى العلمنة كموقف أيديولوجي أو سياسي. العلمنة إذن ليست موقفا سياسيا أو أيديولوجيا على عكس اللائكية. كما أن اللائكية هي تتويج جذري ونهائي لمسار العلمنة الذي شهده الواقع الفرنسي.
فاللائكية مرتبطة أكثر بحالة من المواجهة بين قوى مختلفة (سياسية، اجتماعية، ثقافية، دينية...) حول السيطرة على مؤسسة الدولة بهدف أن تصبح الحَكَمَ النهائي في تسيير مختلف المؤسسات بما فيها الدينية.
إن الرهان الأساسي في هذه الحالة هو تحقيق استقلالية السياسي. مقابل ذلك تعد العلمانية نسقا تراكميا من التحولات يفقد معه الدين جاذبيته الاجتماعية.
وتتم هذه الحركية داخل المجتمع وحتى داخل الدين ذاته دون أي مواجهة، بحيث يتنازل الفضاء الديني عفويا عن بعض اختصاصاته لصالح فضاأت أخرى من أجل ضمان تسيير أكثر عقلانية.
ومن هذا المنطلق فاللائكية تضع وجها لوجه الديني مع السياسي في شكل صراع بين المؤسسات، وهذا ما يفسر عنف التحول من حالة لأخرى.

## النشأة والتطور
تعتبر اللائكية أو العلمانية الفرنسية من أوضح نماذج ارتباط العلمانية بالمجتمع، وارتباطها بمؤسسات الدولة وتحييدها القانوني عن تأثير المؤسسة الدينية. فاللائكية تعني الفصل القانوني بين المؤسسة الدينية والدولة كما أقره قانون سنة 1905. لكن هذا الفصل لا يعني إلغاء الدين بل عدم تدخل الدولة في المجال الديني.
فأغلب سكان فرنسا كاثولويك وجزء مهم منهم متدينون لكن أغلبهم لائكيون لأن اللائكية لا تلغي الدين أو التدين. لماذا تعد اللائكية خصوصية فرنسية؟ هذا مرتبط في الحقيقة بخصوصية التاريخ الفرنسي.
فقد لعبت الكنيسة الكاثوليكية دورا بارزا ومؤثرا في المجتمع الفرنسي. كانت فرنسا تسمى في العصور الوسطى بالابنة الكبرى للكنيسة. كما أن ملوك فرنسا كانوا دائما في صدارة المدافعين عن المؤسسة البابوية وذلك منذ عهد شارلماني في القرن الثامن.
نضيف إلى هذا شدة الاختلاف بين الجزأين الشمالي والجنوبي لفرنسا على مستوى التقاليد الثقافية والاجتماعية. الشمال متأثر بالتعدد الديني لشمال أوروبا ومنفتح وخاضع أكثر لتقليد القانون العرفي (المحلي) أما في الجنوب فتأصلت التقاليد الكاثوليكية منذ القدم كما طغى القانون الروماني. يمكن أن نضيف إلى ذلك حروب الأديان الطاحنة التي امتدت لعشريات كاملة خلال القرن السادس عشر.
المهم أن مختلف هذه المعطيات جعلت الحسم الواضح مسألة حتمية وهو ما تجلى في الثورة الفرنسية التي فتحت الصراع على مصراعيه بين الجمهورية والكنيسة. هذه الأخيرة لم تعترف بها إلا مع نهاية القرن التاسع عشر. صراع بدأ بقانون وفاقي أمضاه نابليون بونابارت سنة 1802 وانتهى بقانون الفصل سنة 1905.

### المملكة المتحدة
أما في التقليد الأنجلوساكسوني، وعلى عكس المسار الفرنسي، نجد كلمة علمنة (secularisation) وكلمة تعلمن (secularism) وكذلك كلمة عَلماني (secularist). لماذا؟ لأن المسار التاريخي الإنجليزي لم يكن مسارا صداميا يفرض القطع الجذري كما كان الحال في فرنسا.
فالتاريخ الإنجليزي الحديث عموما هو تاريخ تراكمي بطئ وتواصلي بدأ بثورة سنة 1641 ثم تلتها الثورة الثانية سنة 1688. وكانت الثورتان سلميتين ولم تؤديا إلى القطع التام مع التقاليد القديمة مما يفسر بقاء المؤسسة الملكية إلى اليوم.
وشمل ذلك علاقة المجتمع والدولة بالدين كمؤسسة كثقافة وكرمز.
لهذا السبب، نرى أن الدستور الإنجليزي يعترف بالكنيسة الأنجلوساكسونية ككنيسة وطنية، لكن ذلك لم يمنع المنظومة القانونية من أن تكون معلمنة أي وضعية وتخضع لعقلنة الحياة البشرية وتنوعها وتغيرها.
لم تشهد بريطانيا ذلك الجدل الفرنسي بين اللائكيين خاصة من المفكرين ومن رجال التعليم، ورجال الدين، بل كانت العلمنة كمسار تطوري هي العامل الحاسم خاصة وقد تمثلت في موقف سياسي ونظرة فكرية للواقع. نفس هذا التطور شهدته اليابان حيث تعد العلمانية موقفا سياسيا وفكريا.